# Arn (serie de televisión)
Arn (en inglés: "Arn: The Knight Templar"), es una miniserie de televisión transmitida del 28 de marzo del 2010 hasta el 2 de abril del 2010. La miniserie estuvo basada en la trilogía de la novelas "Crusades" del autor sueco Jan Guillou. 
La miniserie forma parte de la franquicia de Arn, en el 2007 se estrenó la película "Arn: Tempelriddaren" y en el 2008 fue estrenado "Arn: Riket vid vägens slut", ambas protagonizadas por Joakim Nätterqvist.
La miniserie contó con la participación de actores como Joel Kinnaman, Barnaby Kay, entre otros...

## Sinopsis
La historia comienza en Suecia en 1150 en la granja de Aranäs en Götaland nace Arn Magnusson, de niño es educado por el hermano Guilbert, quien también le enseña dotes intelectuales como el uso del arco y la flecha, cuando regresa a su casa conoce a Cecilia Algotsdotter, de quien se enamora, sin embargo cuando son descubiertos teniendo una relación (algo prohibido durante ese tiempo).
Cecilia es castigada enviándola a un monasterio y Arn es enviado a Tierra Santa para servir como un caballero templario en la batalla entre cristiano y musulmanes. Arn deberá superar la guerra antes de poder reunirse con el amor de su vida, Cecilia (también conocida como Cecilia Rosa).

## Personajes

### Personajes principales
| Actor                      | Personaje                          | Nº de episodios | Duración |
| -------------------------- | ---------------------------------- | --------------- | -------- |
| Joakim Nätterqvist         | Arn Magnusson                      | 6               | 2010     |
| Sofia Helin                | Cecilia Algotsdotter               | 6               | 2010     |
| Stellan Skarsgård          | Birger Brosa                       | 6               | 2010     |
| Morgan Alling              | Eskil Magnusson                    | 4               | 2010     |
| Gustaf Skarsgård           | Rey Knut I de Suecia               | 4               | 2010     |
| Fanny Risberg              | Cecilia Blanka de Suecia           | 4               | 2010     |
| Milind Soman               | Saladin                            | 4               | 2010     |
| Driss Roukhe               | Fakhr                              | 4               | 2010     |
| Nicholas Boulton           | Gérard de Ridefort                 | 3               | 2010     |
| Anders Baasmo Christiansen | Harald Øysteinsson                 | 3               | 2010     |
| Frank Sieckel              | Sigfried De Turenne                | 3               | 2010     |
| Bibi Andersson             | Madre Rikissa                      | 3               | 2010     |
| Göran Ragnerstam           | Obispo Erland                      | 3               | 2010     |
| Michael Nyqvist            | Magnus Folkesson                   | 2               | 2010     |
| Nijas Ørnbak-Fjeldmose     | Sune Folkesson                     | 2               | 2010     |
| Martin Wallström           | Magnus Månsköld                    | 2               | 2010     |
| Steven Waddington          | Arnaldo de Torroja                 | 2               | 2010     |
| Svante Martin              | Rey Karl VII Sverkersson de Suecia | 2               | 2010     |
| Bill Skarsgård             | Rey Erik X Knutsson de Suecia      | 2               | 2010     |
| Valter Skarsgård           | Jon Knutsson                       | 2               | 2010     |
| Jakob Cedergren            | Ebbe Sunesson                      | 2               | 2010     |
| Thomas W. Gabrielsson      | Emund Ulvbane                      | 2               | 2010     |
| Joel Kinnaman              | Rey Sverker II Karlsson de Suecia  | 1               | 2010     |
| Simon Callow               | Padre Henry                        | 2               | 2010     |
| Sven-Bertil Taube          | Obispo Bengt                       | 2               | 2010     |
| Vincent Pérez              | Hermano Guilbert                   | 2               | 2010     |

### Personajes secundarios
| Actor                    | Personaje                                             | Nº de episodios | Duración |
| ------------------------ | ----------------------------------------------------- | --------------- | -------- |
| Annika Hallin            | Hermana Leonore                                       | 2               | 2010     |
| Barnaby Kay              | Caballero                                             | 2               | 2010     |
| Anton Näslund            | Lill Knut                                             | 2               | 2010     |
| Elise Pärnänen           | Alde                                                  | 2               | 2010     |
| Christian Fiedler        | Karle                                                 | 2               | 2010     |
| Zakaria Atifi            | Ibrahim                                               | 2               | 2010     |
| Robert Sjöblom           | Hird Sven                                             | 2               | 2010     |
| Bo Wettergren            | Hird Svante                                           | 2               | 2010     |
| Alex Wyndham             | Soldado Armand De Gascogne                            | 1               | 2010     |
| Jørgen Langhelle         | Erik IX Jedvardsson de Suecia                         | 1               | 2010     |
| Julia Dufvenius          | Helena Sverkerdotter de Suecia                        | 1               | 2010     |
| Donald Högberg           | Algot Pålsson                                         | 1               | 2010     |
| Lina Englund             | Katarina Algotsdotter                                 | 1               | 2010     |
| Bisse Unger Noa Samenius | Arn Magnusson (a los 12 años) Arn Magnusson (de niño) | 1               | 2010     |
| Mikael Bohlin            | Eskil Magnusson (de niño)                             | 1               | 2010     |
| Johan Arrhenius          | Knut de Suecia (de niño)                              | 1               | 2010     |
| Charlotta Larsson        | Dorotea Röriksdotter                                  | 1               | 2010     |
| Josefin Ljungman         | Gunvor                                                | 1               | 2010     |
| Nicklas Gustavsson       | Gunnar                                                | 1               | 2010     |
| Mirja Turestedt          | Sigrid                                                | 1               | 2010     |
| Karl Oscar Törnros       | Joar                                                  | 1               | 2010     |
| Tomas Bolme              | Decano                                                | 1               | 2010     |
| Douglas Johansson        | Hermano Stefan                                        | 1               | 2010     |
| Ingmar Svensson          | Sacerdote                                             | 1               | 2010     |
| Robert Willox            | Maestro de Armas                                      | 1               | 2010     |
| Mohamed Tsouli           | Anciano del Pueblo                                    | 1               | 2010     |
| Linus Hanson Högberg     | Hombre en la Embarcación                              | 1               | 2010     |

## Episodios
La miniserie estuvo conformada por 2 episodios.

## Producción
La miniserie fue dirigida por Peter Flinth y escrita por Hans Gunnarsson, basado en las novelas del escritor sueco Jan Guillou.
Producida por Waldemar Bergendahl, Leif Mohlin (de Suecia), Jan Marnell y Hans Lönnerheden (ambos de Marruecos), Jarkko Hentula y Alistair MacLean-Clark, en coproducción con Mark Foligno, Karoline Leth y Nina Lyng, Con el apoyo de los productores ejecutivos Johan Mardell y Niva Westlin, el productor de posproducción Peter Bengtsson y el productor de línea Laura Julian.
La música estuvo a cargo de Tuomas Kantelinen, mientras que la cinematografía estuvo en manos de Eric Kress.
Contó con la participación de las compañías de producción "AMC Pictures" y "Molinare Studio", en coproducción con "Arion Communications Ltd.", "Dagsljus Filmequipment", "Danmarks Radio (DR)", "Europa Film Sound Production", "Film Väst", "SF Norge A/S". "Svensk Filmindustri (SF)" y "TV4 Sweden". En el 2008 fue distribuida por "Cinemax " por todos los medios en Rusia, por "E1 Entertainment" y en el 2010 por "TV4 Sweden" en Suecia en televisión. Otras compañías que participó fue "Panorama film & teatereffekter".
La miniserie contó con un presupuesto de $30.000.000.
En el 2012 en Estados Unidos se lanzó el Blue-ray de "Arn: The Knight Templar - The Complete Series".

### Emisión en otros países
| País    | Título                                   | Cadenas | Fecha de Inicio         | Fecha de Finalización |
| ------- | ---------------------------------------- | ------- | ----------------------- | --------------------- |
| Bélgica | -                                        | -       | 20 de diciembre de 2012 | -                     |
| Polonia | Templariusze Templariusze. Milosc i krew | -       | -                       | -                     |